# AJPW World Junior Heavyweight Championship
Die AJPW World Junior Heavyweight Championship ist ein Wrestlingtitel der japanischen Promotion All Japan Pro Wrestling (AJPW). Die Vergabe dieses Titels folgt wie im Wrestling üblich einer zuvor ausgearbeiteten Storyline. Wie der Name bereits andeutet, wird der Titel in der Halbschwergewichtsklasse ausgekämpft, was im Wrestling bedeutet, dass die Kämpfer nicht schwerer als 220 lb. (beziehungsweise 100 kg) sein dürfen. Er ersetzte den NWA International Junior Heavyweight Championship. Der Gürtel hatte auch das gleiche Aussehen, nur wurde beim neuen Gürtel das „International“ durch ein „World“ ersetzt. Am 27. August 2017 erhielt der Titel ein neues Design.
Der Titel wurde am 31. Juli 1986 eingeführt. Erster Champion war Hiro Saito, der seinen Gegner Brad Armstrong in einem Turnierfinale besiegen durfte.
Insgesamt wurden 31 Wrestler zum Champion gekürt.

## Liste der Titelträger
| #  | Champion           | Nr. | Datum des Titelgewinns | Tage  | Ort                | Veranstaltung                                           | Titelverteidigungen | Bemerkung | Nachweise    |
| -- | ------------------ | --- | ---------------------- | ----- | ------------------ | ------------------------------------------------------- | ------------------- | --- | ------------ |
| 1  | Hiro Saito         | 1   | 31. Juli 1986          | 115   | Tokio              | Houseshow                                               | 3                   | Hiro Saito besiegte Brad Armstrong in einem Turnierfinale.                                                                   | [ 1 ] [ 2 ]  |
| 2  | Kuniaki Kobayashi  | 1   | 23. November 1986      | 41    | Tokio              | Houseshow                                               | 1                   | | [ 3 ]        |
| 3  | Masanobu Fuchi     | 1   | 3. Januar 1987         | 748   | Tokio              | Houseshow                                               | 7                   | | [ 3 ]        |
| 4  | Joe Malenko        | 1   | 20. Januar 1989        | 5     | Fukuoka            | Houseshow                                               | 0                   | | [ 3 ]        |
| 5  | Mighty Inoue       | 1   | 25. Januar 1989        | 42    | Osaka              | Houseshow                                               | 2                   | | [ 3 ]        |
| 6  | Masanobu Fuchi     | 2   | 8. März 1989           | 39    | Tokio              | Houseshow                                               | 1                   | | [ 3 ]        |
| 7  | Shinichi Nakano    | 1   | 16. April 1989         | 4     | Tokio              | Houseshow                                               | 0                   | | [ 3 ]        |
| 8  | Mitsuo Momota      | 1   | 20. April 1989         | 72    | Osaka              | Houseshow                                               | 2                   | | [ 3 ]        |
| 9  | Joe Malenko        | 2   | 1. Juli 1989           | 111   | Ōmiya              | Houseshow                                               | 2                   | | [ 3 ] [ 4 ]  |
| 10 | Masanobu Fuchi     | 3   | 20. Oktober 1989       | 1309  | Nagoya             | Houseshow                                               | 14                  | | [ 3 ]        |
| 11 | Dan Kroffat        | 1   | 21, Mai 1993           | 94    | Sapporo            | Houseshow                                               | 1                   | | [ 3 ]        |
| 12 | Masanobu Fuchi     | 4   | 23. August 1993        | 323   | Shizuoka           | Houseshow                                               | 2                   | | [ 3 ]        |
| 13 | Dan Kroffat        | 2   | 12. Juli 1994          | 425   | Kagoshima          | Houseshow                                               | 5                   | | [ 3 ] [ 5 ]  |
| 14 | Yoshinari Ogawa    | 1   | 10. September 1995     | 294   | Tokio, Japan       | Houseshow                                               | 4                   | | [ 3 ]        |
| 15 | Masanobu Fuchi     | 5   | 30. Juni 1996          | 24    | Tokio              | Houseshow                                               | 0                   | | [ 3 ]        |
| 16 | Tsuyoshi Kikuchi   | 1   | 24. Juli 1996          | 175   | Tokio              | Houseshow                                               | 2                   | | [ 3 ]        |
| 17 | Yoshinari Ogawa    | 2   | 15. Januar 1997        | 219   | Tokio              | Houseshow                                               | 1                   | | [ 3 ]        |
| 18 | Maunakea Mossman   | 1   | 22. August 1997        | 294   | Tokio              | Houseshow                                               | 3                   | | [ 3 ]        |
| —  | Vakanz             | —   | 12. Juni 1998          | —     | —                  | —                                                       | —                   | Maunakea Mossman kämpfte ab dann als Schwergewicht.                                                                          | [ 1 ]        |
| 19 | Yoshinari Ogawa    | 3   | 19. Juli 1998          | 698   | Niigata            | Summer Action Series-Tour                               | 5                   | Besiegte Satoru Asako in einem Turnierfinale.                                                                                | [ 1 ]        |
| —  | Vakanz             | —   | 16. Juli 2000          | —     | —                  | —                                                       | —                   | Wurde für vakant erklärt, nachdem eine Reihe von Wrestlern, darunter Ogawa, AJPW verließen um Pro Wrestling NOAH zu gründen. | [ 3 ] [ 6 ]  |
| 20 | Kendo Kashin       | 1   | 13. April 2002         | 670   | Tokio              | Grand Champion Carnival                                 | 8                   | Besiegte Masanobu Fuchi. | [ 7 ] [ 8 ]  |
| —  | Vakanz             | —   | 12. Februar 2004       | —     | —                  | —                                                       | —                   | Kendo Kashin trat nicht mehr an.                                                                                             | [ 1 ] [ 3 ]  |
| 21 | Kaz Hayashi        | 1   | 22. Februar 2004       | 323   | Tokio              | Excite Series-Tour                                      | 6                   | Besiegte Blue-K. | [ 9 ] [ 10 ] |
| 22 | Taka Michinoku     | 1   | 10. Januar 2005        | 285   | Tokio              | Kaientai Dojos CLUB-K SUPER kick                        | 12                  | Es ging gleichzeitig um Hayashis Strongest-K Championship.                                                                   | [ 11 ]       |
| 23 | Shuji Kondo        | 1   | 22. Oktober 2005       | 483   | Tokio, Japan       | Shining Series-Tour                                     | 5                   | | [ 12 ]       |
| 24 | Katsuhiko Nakajima | 1   | 17. Februar 2007       | 378   | Tokio, Japan       | Puroresu Love in Ryogoku vol. 2                         | 3                   | | [ 1 ] [ 13 ] |
| 25 | Silver King        | 1   | 1. März 2008           | 59    | Tokio              | Puroresu Love in Ryogoku vol. 4                         | 0                   | | [ 14 ]       |
| 26 | Ryuji Hijikata     | 1   | 29. April 2008         | 152   | Nagoya             | Growin' Up-Tour                                         | 3                   | | [ 15 ]       |
| 27 | Naomichi Marufuji  | 1   | 28. September 2008     | 131   | Yokohama           | Flashing-Tour                                           | 4                   | |              |
| 28 | Kaz Hayashi        | 2   | 6. Februar 2009        | 695   | Tokio              | Excite Series-Tour                                      | 17                  | |              |
| 29 | Minoru Tanaka      | 1   | 2. January 2011        | 152   | Tokio              | New Year Shining Series-Tour                            | 1                   | | [ 16 ]       |
| —  | Vakanz             | —   | 3. Juni 2011           | —     | —                  | —                                                       | —                   | All Japan Pro Wrestling entließ Minoru.                                                                                      |              |
| 30 | Kai                | 1   | 19. June 2011          | 126   | Tokio              | 2011 Puroresu Love in Ryōgoku                           | 2                   | Besiegte Shuji Kondo. | [ 17 ]       |
| 31 | Kenny Omega        | 1   | 23. Oktober 2011       | 217   | Tokio              | Puroresu Love in Ryōgoku Vol. 13                        | 5                   | |              |
| 32 | Kai                | 2   | 27. Mai 2012           | 77    | Tokio              | Rise Up Tour 2012                                       | 0                   | |              |
| 33 | Hiroshi Yamato     | 1   | \|143                  | Tokio | Summer Impact 2012 | 5                                                       |                     | |              |
| 34 | Shuji Kondo        | 2   | 2. Januar 2013         | 52    | Tokio              | 2013 New Year Shining Series: New Year 2Days            | 0                   | Es ging ebenfalls um Kundos GHC Junior Heavyweight Championship.                                                             |              |
| 35 | Yoshinobu Kanemaru | 1   | 23. Februar 2013       | 295   | Tokio, Japan       | 2013 Excite Series                                      | 7                   | |              |
| 36 | Último Dragón      | 1   | 15. Dezember 2013      | 165   | Tokio              | 2013 Fan Appreciation Day                               | 2                   | |              |
| 37 | Atsushi Aoki       | 1   | 29. Mai 2014           | 302   | Tokio, Japan       | 2014 Super Power Series                                 | 5                   | |              |
| 38 | Kotaro Suzuki      | 1   | 27. März 2015          | 234   | Tokio, Japan       | 2015 Dream Power Series                                 | 6                   | |              |
| —  | Vakanz             | —   | 16. November 2015      | —     | —                  | —                                                       | —                   | Suzuki verließ AJPW. |              |
| 39 | Atsushi Aoki       | 2   | 21. Februar 2016       | 119   | Tokio              | 2016 Excite Series                                      | 3                   | Besiegte Hikaru Satō im Finale der 2016 Jr. Battle of Glory.                                                                 |              |
| 40 | Hikaru Satō        | 1   | 19. Juni 2016          | 70    | Tokio              | 2016 Dynamite Series                                    | 1                   | |              |
| 41 | Soma Takao         | 1   | 28. August 2016        | 91    | Tokio              | DDT Pro-Wrestling Ryōgoku Peter Pan 2016                | 1                   | |              |
| 42 | Keisuke Ishii      | 1   | 27. November 2016      | 152   | Tokio              | Zen Nihon Puroresu in Ryōgoku Kokugikan                 | 3                   | |              |
| 43 | Hikaru Satō        | 2   | 28. April 2017         | 93    | Okayama            | 2017 Champion Carnival: 45th Anniversary Series         | 4                   | |              |
| 44 | Tajiri             | 1   | 30. Juli 2017          | 28    | Osaka              | 2017 Summer Action Series                               | 0                   | |              |
| 45 | Último Dragón      | 2   | 27. August 2017        | 55    | Tokio              | 2017 Summer Explosion                                   | 1                   | |              |
| 46 | Tajiri             | 2   | 21. Oktober 2017       | 2711+ | Yokohama           | Jun Akiyama and Takao Omori Debut 25th Anniversary Show | 1                   | |              |

## Titelstatistik
| Platz | Wrestler           | Anzahl | Titelverteidigungen | Tage  |
| ----- | ------------------ | ------ | ------------------- | ----- |
| 1     | Masanobu Fuchi     | 5      | 24                  | 2443  |
| 2     | Yoshinari Ogawa    | 3      | 10                  | 1211  |
| 3     | Kaz Hayashi        | 2      | 23                  | 1018  |
| 4     | Kendo Kashin       | 1      | 8                   | 670   |
| 5     | Shuji Kondo        | 2      | 5                   | 535   |
| 6     | Dan Kroffat        | 2      | 6                   | 519   |
| 7     | Atsushi Aoki       | 2      | 8                   | 421   |
| 8     | Katsuhiko Nakajima | 1      | 3                   | 378   |
| 9     | Yoshinobu Kanemaru | 1      | 7                   | 295   |
| 10    | Maunakea Mossman   | 1      | 3                   | 294   |
| 11    | Taka Michinoku     | 1      | 12                  | 285   |
| 12    | Kotaro Suzuki      | 1      | 6                   | 234   |
| 13    | Último Dragón      | 2      | 3                   | 220   |
| 14    | Kenny Omega        | 1      | 5                   | 217   |
| 15    | Kai                | 2      | 2                   | 203   |
| 16    | Tsuyoshi Kikuchi   | 1      | 2                   | 175   |
| 17    | Hikaru Satō        | 2      | 5                   | 163   |
| 18    | Keisuke Ishii      | 1      | 3                   | 152   |
| 18    | Ryuji Hijikata     | 1      | 3                   | 152   |
| 18    | Minoru             | 1      | 1                   | 152   |
| 21    | Hiroshi Yamato     | 1      | 5                   | 143   |
| 22    | Naomichi Marufuji  | 1      | 4                   | 131   |
| 23    | Joe Malenko        | 2      | 2                   | 116   |
| 24    | Hiro Saito         | 1      | 3                   | 115   |
| 25    | Soma Takao         | 1      | 1                   | 91    |
| 26    | Tajiri             | 2      | 1                   | 2711+ |
| 27    | Mitsuo Momota      | 1      | 2                   | 72    |
| 28    | Silver King        | 1      | 0                   | 59    |
| 29    | Mighty Inoue       | 1      | 2                   | 42    |
| 30    | Kuniaki Kobayashi  | 1      | 1                   | 41    |
| 31    | Shinichi Nakano    | 1      | 0                   | 4     |